# Paul Deschanel
Paul Louis Eugène Deschanel (pronunție în franceză [pɔl deʃanɛl]; n. 13 februarie 1855, Schaarbeek, Comunitatea Francofonă din Belgia⁠(d), Belgia – d. 28 aprilie 1922, Paris, Franța) a fost un om de stat francez. Paul Deschanel a fost președintele Franței în perioada 18 februarie-21 septembrie 1920.